# Tomàs de Santcliment
Tomàs de Santcliment (Catalogna, XIII secolo – Lleida, 1292) è stato un nobile e militare spagnolo, capostipite del ramo lleidetano della famiglia Santcliment. Fu signore di Mequinenza, Alcarràs, Albalate de Cinca, Maldà e Maldanell.

## Biografia
Il ramo di Lleida della famiglia Santcliment acquistò una certa importanza con Tomàs de Santcliment, che comprò nel 1249 da Guillem de Cardona il castello di Alcarràs e ricevette da Giacomo I d'Aragona anche il potere sui castelli di Albalate de Cinca, Maldà e Maldanell come ricompensa per la sua partecipazione alle operazioni militari che portarono alla conquista dell'attuale Comunità Valenzana ed alla creazione del Regno di Valencia. Il suo figlio primogenito, Nicolau de Santcliment, fu secondo signore d'Alcarràs, e su tale signoria, nel 1312, ottenne il mero e misto imperio da Giacomo II di Aragona.
I Santcliment furono una delle famiglie più potenti dell'oligarchia urbana di Lleida a partire dalla metà del XIII secolo. Si erano arricchiti con il commercio e il prestito di denaro e, fin dall'inizio, con le rendite delle signorie territoriali che avevano acquisito, poiché a Lleida, come nella stessa Barcellona, il patriziato urbano tendeva ad acquisire il potere su signorie territoriali che gli permetteva, in molti casi, di accedere allo status di cavalieri, obiettivo al quale molti membri di questo gruppo sociale aspiravano, per ragioni di prestigio. I Santcliment appartenevano pertanto al ristretto gruppo di famiglie che monopolizzava le cariche municipali, le dignità del capitolo della cattedrale e le cariche dirigenziali del Estudi General di Lleida.

## Discendenza
Morì dopo il 1292. Ebbe sicuramente due figli: Nicolau e Pere. Fu avo di Pere de Santcliment.